# Paul Delaroche

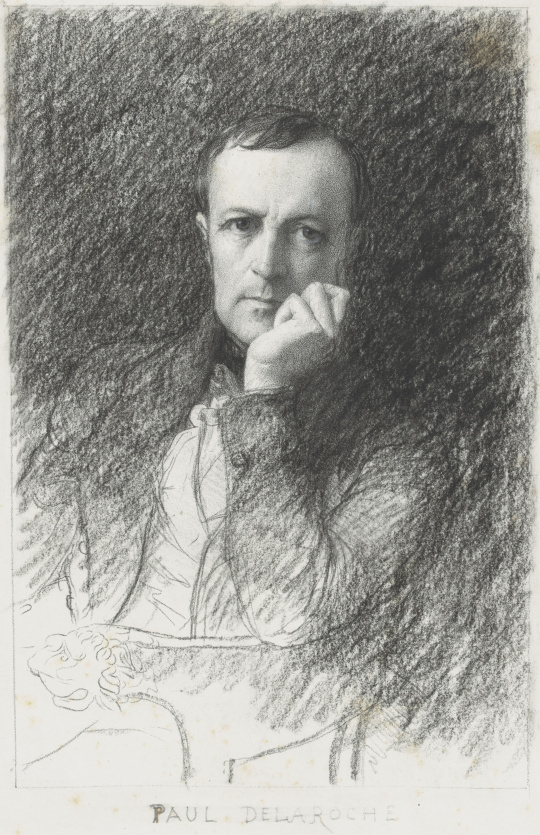

Paul Delaroche (n. 17 iulie 1797, Paris, Prima Republică Franceză – d. 4 noiembrie 1856, Paris, Al Doilea Imperiu Francez) a fost un pictor francez.